# Carska palača u Kyotu
Carska palača u Kyotu (jap. 京都御所, Kyōto-gosho) bila je vladarska palača japanskih careva. Smještena je u Kyotskom carskom parku (jap. 京都御苑, Kyōto Gyoen) u središtu Kyota. Od 1869. godine (revolucija Meiji) carevi stoluju u tokijskoj Carskoj palači, dok je 1877. naloženo očuvanje Carske palače u Kyotu. Iako je palača izgubila većinu svojih funkcija nakon premještanja prijestolnice u Tokio, ceremonije ustoličenja careva Taishō i Shōwa održane su upravo u njoj. Danas je palača otvorena za javnost.
Palača se na ovom mjestu nalazi od 12. stoljeća, iako je mjesto već ranije bilo sjedište careva. Današnja palača je obnovljena 1855. godine, nakon što su prethodne zgrade uništene u jednom od brojnih požara koji su godinama pogađali područje.
Područje palače je velika pravokutna površina u gradskom središtu. U parku se nalaze nekoliko građevina, a jugoistočno od nekadašnje Carske palače nalazi se Carska palača Sento (jap. 仙洞御所, Sentō-gosho) za umirovljene careve iz 17. stoljeća (izgrađena je 1630. za umirovljenog cara Go-Mizunooa). 